# (25143) Itokawa
(25143) Itokawa – planetoida z grupy Apolla należąca do obiektów NEO i zaliczana do PHA.

## Odkrycie
Planetoida została odkryta 26 września 1998 w programie LINEAR.
Obiekt ten nazwano na cześć Hideo Itokawy, japońskiego specjalisty od techniki rakietowej. Przed nadaniem nazwy planetoida nosiła oznaczenie (25143) 1998 SF36.

## Orbita
Orbita (25143) Itokawa jest nachylona do płaszczyzny ekliptyki pod kątem 1,62°. Na jeden obieg wokół Słońca ciało to potrzebuje 1 rok i 191 dni, krążąc w średniej odległości 1,32 j.a. od Słońca. Średnia prędkość orbitalna tej planetoidy to 25,37 km/s.

## Właściwości fizyczne

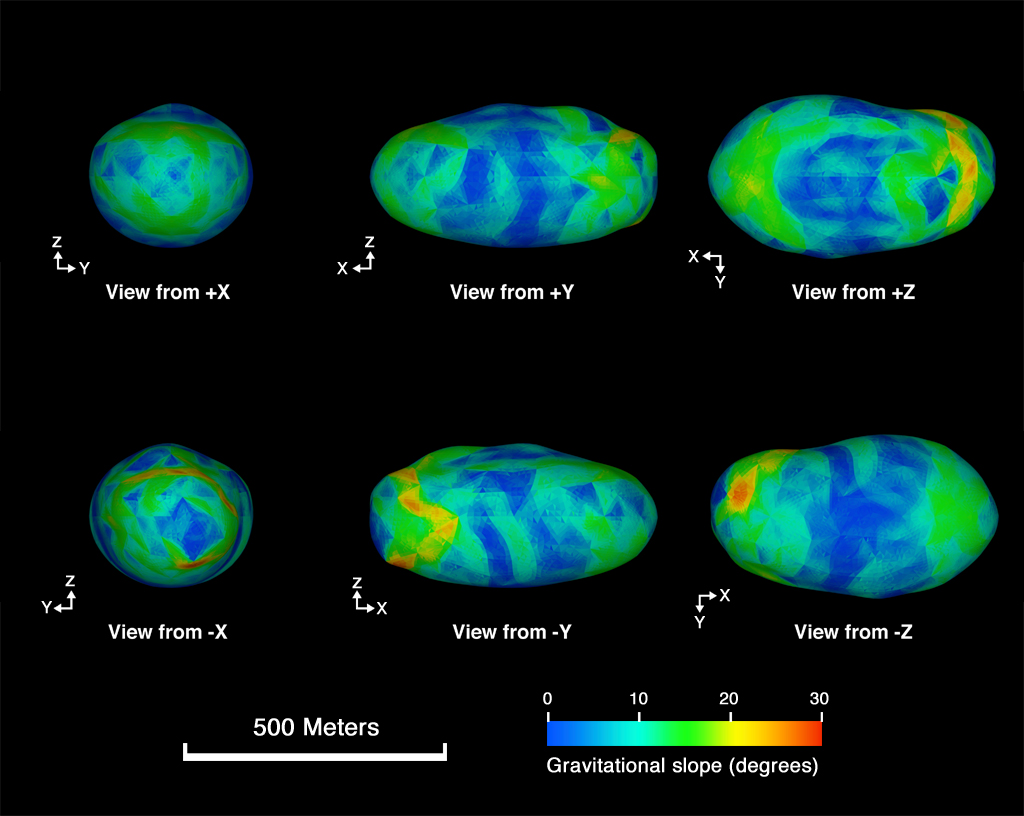
Obraz radarowy planetoidy Itokawa

Itokawa ma nieregularny, owalny kształt, jego rozmiary to 535×294×209 m. Planetoida ta ma albedo 0,53, jej jasność absolutna wynosi około 19,26m. Obraca się ona raz na 12 godzin i 8 minut wokół własnej osi.
Powierzchnia (25143) Itokawy zawiera przede wszystkim krzemiany; planetoida ta zalicza się do typu S. Na tym małym obiekcie możemy dostrzec wiele większych lub mniejszych kamieni i głazów, miejsc równinnych – podobnych do mórz księżycowych – i obszarów wyżynnych, na których dominują kilkunastometrowe wzniesienia. Widoczne są także liczne małe kratery.

## Eksploracja
W sierpniu 2005 roku japońska sonda kosmiczna Hayabusa dotarła do tej planetoidy, stając się jej sztucznym satelitą i przeprowadzając jej badania. Sonda dwukrotnie wylądowała na jej powierzchni (20 i 26 listopada 2005). Dokonano także próby pobrania próbek gruntu, które jednak zakończyły się niepowodzeniem, ze względu na problemy techniczne w trakcie obu lądowań. Naukowcy mieli nadzieję, że mimo to do urządzenia pobierającego próbki dostało się nieco pyłu w trakcie manewrów sondy, nie było jednak co do tego pewności. Kapsuła powrotna sondy wylądowała pomyślnie 13 czerwca 2010 w Australii, kończąc trwającą 7 lat misję. 16 listopada 2010 Japońska Agencja Eksploracji Aerokosmicznej potwierdziło, że około 1500 drobinek materii znalezionych w pojemniku pochodzi z planetoidy.

## Formacje geologiczne na powierzchni (25143) Itokawa

### Regiony
| Region           | Nazwa pochodzi od |
| ---------------- | --- |
| Arcoona Regio    | Arcoona, Australia |
| LINEAR Regio     | Lincoln Near-Earth Asteroid Research |
| MUSES-C Regio    | MUSES-C, nazwa sondy Hayabusa |
| Ohsumi Regio     | półwysep Ōsumi (również nazwa pierwszego satelity japońskiego)                                                                                      |
| Sagamihara Regio | Sagamihara, miasto w Japonii, gdzie znajduje się Institute of Space and Astronautical Science (Instytut Badań Kosmicznych i Astronautycznych).      |
| Uchinoura Regio  | Uchinoura, miasto w Japonii (obecnie część Kimotsuki), siedziba Uchinoura Space Center (Centrum Kosmiczne Uchinoura), miejsce startu sondy Hayabusa |
| Yoshinobu Regio  | miejsce startu, kosmodrom Tanegashima, Japonia. |

### Kratery
| Krater       | Nazwa pochodzi od                                                  |
| ------------ | ------------------------------------------------------------------ |
| Catalina     | Catalina Observatory (Catalina Sky Survey)                         |
| Fuchinobe    | Fuchinobe w Sagamihara, Japonia                                    |
| Gando        | Gando, Wyspy Kanaryjskie                                           |
| Hammaguira   | kosmodrom Centre interarmées d'essais d'engins spéciaux, Hammaghir |
| Kamisunagawa | Kamisunagawa, Hokkaido                                             |
| Kamoi        | Kamoi, Jokohama                                                    |
| Komaba       | Komaba w Meguro                                                    |
| Laurel       | Laurel, Maryland                                                   |
| Miyabaru     | radar w Uchinoura Space Center w Japonii                           |
| San Marco    | platforma San Marco, która rozpoczęła włoski program kosmiczny     |

Naukowcy, pracujący w zespole „Hayabusa”, używają także roboczych nazw dla innych mniejszych formacji na Itokawie, które nie są jednak zatwierdzone oficjalnie przez IAU: